# Baesrode
Cet article possède un paronyme, voir Basserode.
Baesrode (en néerlandais : Baasrode) est une section de la ville belge de Termonde dans le Denderstreek située en Région flamande dans la province de Flandre-Orientale. C'était une commune à part entière avant la fusion des communes de 1977.

## Démographie

### Évolution démographique
- Sources : INS, Rem. : 1831 jusqu'en 1970 = recensements, 1976 = nombre d'habitants au 31 décembre[3].

## Histoire
En 822, l'empereur Louis le Pieux signait une donation pour l'abbaye Saint-Amand près de Valenciennes. Le monastère recevait des biens à "Baceroth" (Regesta Imperii I, no. 757).